# Дийн Рийд
Дийн Сирил Рийд (на английски: Dean Cyril Reed) е американски певец, киноактьор и борец за мир, направил изключително успешна кариера в Източна Европа. Известен е като „Червеният Елвис“.

## Биография
Роден е на 22 септември 1938 г. в Денвър, щата Колорадо. Израства като типично американско момче. Участва в родеота, занимава се активно със спорт, свири на китара.
През 1950-те години рок-енд-рол треската е обхванала САЩ. Дийн е един от многобройните млади мъже с приятен външен вид, решили да опитат късмета си с музиката. Неочаквано неговата песен „Our summer romance“ се превръща в голям хит. Дийн подписва договор с компанията „Capitol“, която му предлага турне в Южна Америка. Там започва и приключението на живота му…
На този екзотичен континент той изнася много концерти и се радва на по-голяма популярност от Елвис Пресли. Дийн остава в Латинска Америка няколко години, през които се снима и в три филма. Жени се за Патрисия, негова партньорка във филма „Гуадалахара“. Имат дъщеря, но бракът им не продължава дълго.
Именно по време на престоя си в Латинска Америка Рийд се увлича по комунизма, вярвайки че той е средството, чрез което изстрадалите южни страни ще се преборят с бедността и тиранията.
През 1966 г. той е депортиран от Аржентина и се установява в Италия, където се снима в много филми, предимно спагети-уестърни и приключенски ленти. Междувременно той протестира активно срещу войната във Виетнам и участва в международни мирни конференции.
Първото му турне в СССР му носи голяма популярност и през 1973 г. той заживява в ГДР, където се жени за учителката Випке, от която има дъщеря. Там той продължава да издава плочи, да се снима в киното и да води своята борба срещу войната и диктатурата. Популярността му е голяма и зад желязната завеса той е известен като „Червеният Елвис“. Личният му живот обаче така и не потръгва – развежда се и с втората си жена.
През 1981 г. той се жени за известната немска актриса Ренате Блуме. Към средата на 1980-те години Рийд губи популярност и дори обмисля връщане в САЩ, но на 13 юни 1986 г. умира.
Независимо дали е бил прав в своите убеждения, Дийн Рийд остава една интересна личност с много почитатели зад Желязната завеса.

## Репертоар
Дийн Рийд изпълнява много рок-енд-рол песни, особено в началото на кариерата си. С тях той взривява залите в Източна Европа по време на концерти. Изпълнява и кънтри песни – издава 2 плочи с този стил музика. Пее и доста песни на протеста, като „Venceremos“ и др.
През 1976 г. идва в България за участието си във фестивала „Ален мак“ и чува за песента „Имала майка“ (композитор: Димитър Янев), научава я за няколко дни и на своя концерт пред наша публика я изпява.

## Дискография

### Малки плочи
- 1959 – The Search / Annabelle ( Capitol – 4121)
- 1959 – I Kissed A Queen / A Pair Of Scissors ( Capitol – 4198)
- 1959 – Our Summer Romance / I Ain't Got You ( Capitol – 4273)
- 1959 – Don't Let Her Go / No Wonder ( Capitol – 4384)
- 1960 – Hummingbird / Pistolero ( Capitol – 4438)
- 1960 – Nuestro Amor Veraniego ( Capitol)
- 1961 – La Novia / Donna Donna ( Capitol – 4608)
- 1961 – Once Again / I Forgot More Than You'll Ever Know ( Imperial – 5733)
- 1961 – Vez Mas / La Olvide Mas De Lo Que Tu Imaginas ( Polydor – 612 019)
- 1962 – Es La Fuerza Mas Poderosa / Todo El Camino ( Philips – 316 085)
- 1962 – La Noche De Mi Amor / Muñeco De Trapo ( Philips – 316 096)
- 1962 – Twist / Chilena ( Philips – 316 109)
- 1964 – Como Un Niño Soy / Mirando Una Estrella ( Odeon – 1142)
- 1964 – Dean Reed ( Mexico Musart – EX 45531)
- 1964 – Una Estrella / A Traves De Los Anos ( Musart – 8822 – 23)
- 1964 – Dean Reed ( Capitol – EAP-1-20211)
- 1964 – Dean Reed ( Estudios Austral – 41 – 8025)
- 1965 – La Bamba / Jericho ( Odeon – 3251)
- 1965 – Hippy Hippy Shake / Me Estas Mirando ( Odeon – 8489)
- 1965 – Hippy Hippy Shake / Me Estas Mirando ( Odeon – 3255)
- 1965 – Dean Reed ( Odeon – DTOA 8034)
- 1965 – Dean Reed ( Odeon – 8089)
- 1966 – Dean Reed ( Odeon – 324)
- 1966 – Dean Reed. Simpatia ( Odeon – 16697)
- 1966 – Поет Дин Рид ( Мелодия – ГД–000531–2)
- 1967 – Dean Reed ( Velvent – EP-171)
- 1967 – Dean Reed ( Belter – 51.768)
- 1967 – Dean Reed ( Ariston – 0193)
- 1967 – Dean Reed ( RGE – CS-70.272)
- 1967 – Поет Дин Рид (США) ( Мелодия – Д–00019983–4)
- 1968 – Dean Reed ( Мелодия – 0002872526)
- 1968 – Поет Дин Рид ( Мелодия – 0002351 – 2)
- 1968 – Дин Рид ( Мелодия – 00029975 – 76)
- 1968 – Nun 'o ssapevo... / God creates them I kill them ( Edibi – ЕDB 11045)
- 1968 – I nipoti di Zorro (Soundtrack) / Zorro ( Nazional Music – N-113)
- 1968 – Dean Reed ( Edibi – ЕDB 11051)
- 1970 – Поет Дин Рид ( Мелодия – 33Д–00028651/52)
- 1970 – Дин Рид ( Мелодия – ГД–0002049/50)
- 1970 – Поет Дин Рид ( Мелодия – ГД–0002403)
- 1970 – Dean Reed ( Odeon – 5204)
- 1971 – Dean Reed ( Odeon – 5229)
- 1971 – No nos moverán! ( Agadu)
- 1972 – Eliza / Jerycho (Sopot `72) ( BIEM – R-0102-II)
- 1972 – Дин Рид ( Мелодия – 33Д–00031981/82)
- 1972 – Дин Рид ( Мелодия – ГД–0002885)
- 1972 – Wir sagen ja / I Can Hear History Calling ( AMIGA – 4 55 899)
- 1973 – Together / I'm Not Ashamed ( AMIGA – 4 55 974)
- 1973 – Singt unser Lied / Somos Revolucionarios ( AMIGA – 4 55 976)
- 1974 – Wenn du gute Freunde hast / Liebe liebt Zärtlichkeit ( AMIGA – 4 56 075)
- 1974 – Дин Рийд ( Балкантон – ВТК 3135)
- 1974 – Дин Рийд ( Балкантон – ВТК 3137)
- 1975 – Love Your Brother / Um der großen Liebe willen ( AMIGA – 4 56 137)
- 1975 – Dean Reed ( Supraphon – 0 43 1831 h)
- 1976 – Hey Babe / For Baby ( Supraphon – 1 43 2006 h)
- 1976 – Дин Рийд ( Балкантон – ВТК 3210)
- 1976 – Hey Babe / For Bobby ( AMIGA – 4 56 218)
- 1978 – Wir Sagen Nein / El Cantor ( AMIGA – 4 56 325)
- 1978 – Hey Biladi / Tell Me How ( AMIGA – 4 56 362)
- 1978 – El Cantor / My Song For You ( Supraphon – 1 43 2152)
- 1978 – Hey Biladi / Cindy ( Supraphon – 1 43 2197)
- 1978 – Oh, Jerusalem / Hey Biladi ( Supraphon – 1 43 2211)
- 1978 – Sweet Little Sixteen / You Don't Bring Me Flowers ( Supraphon – 1143 2380)
- 1979 – Blowing in the wind / This land is your land / Tell Me How ( Supraphon – 1143 2251)
- 1980 – Dean Reed ( tonpress – S–271)
- 1980 – Sweet Little Sixteen / Du bringst mir keine Blumen ( AMIGA – 4 56 442)
- 1981 – Susan / Thunder And Lightning ( AMIGA – 4 56 470)
- 1981 – Wounded Knee In 73 / Love your brother ( Supraphon – 1144 2557)
- 1984 – Es gibt eine Liebe, die bleibt / Die Rose ( AMIGA – 4 56 556)
- 1985 – Caerá / Die Kinder ( AMIGA – 4 56 581)

### Дългосвирещи плочи
- 1962 – 'Dean' – Dean Reed in Chile ( Philips – 630513)
- 1965 – Dean 'Simpatia' Reed ( Odeon Pops – LDF-4305)
- 1965 – Mas Simpatia ( Odeon Pops – LDB-76)
- 1965 – Los Exitos de Dean Reed ( Odeon – OLP-549)
- 1965 – La Bamba ( Music for pleasure – MFP 1239)
- 1966 – Дин Рид ( Мелодия – 019023 – 24)
- 1971 – Дин Рид ( Мелодия – 027927 – 8)
- 1972 – Дин Рид ( Мелодия – 03253 – 4)
- 1973 – Dean Reed ( AMIGA – 8 55 304)
- 1973 – Dean Reed en Montevideo ( Foldef – P18)
- 1974 – Dean Reed 1 'El Cantante Prohibido' ( CAC-3006)
- 1976 – Dean Reed a jeho svet ( Supraphon – 1 13 1906 ZA)
- 1976 – Дийн Рийд и неговият свят ( Балкантон – BTA 2118)
- 1977 – Dean Reed aktuell ( AMIGA – 8 55 533)
- 1978 – Поет Дин Рид ( Мелодия – М60-39165/66)
- 1978 – My song for you – Pisen pro tebe ( Supraphon – 1 13 2329 ZA)
- 1979 – My song for you ( AMIGA – 8 55 707)
- 1979 – Дин Рид. Моя песня для тебя ( Мелодия – С60–13975/76)
- 1980 – Rock'n'roll, country, romantik... ( Supraphon – 1113 2736 ZA)
- 1980 – Dean Reed singt Rock 'n' Roll, Country & Romantik ( AMIGA – 8 55 796)
- 1980 – Дин Рид. Рок-н-роллы, кантри, лирические песни ( Мелодия – С60-14817/18)
- 1982 – Dean Reed. Country ( Supraphon – 1113 3067 ZA)
- 1982 – Dean Reed – Country ( AMIGA – 8 55 957)
- 1984 – Es gibt eine Liebe, die bleibt ( AMIGA – 8 56 030)
- 1986 – Dean Reed's Country-Songs ( AMIGA – 8 56 243)
- 1986 – Dean Reed ( Supraphon – 1113 4233 ZA)

### Аудиокасети
- 1979 – My Song For You ( AMIGA – 8 55 707)
- 1980 – Dean Reed singt Rock 'n' Roll ( AMIGA – 8 55 796)
- 1982 – Dean Reed – Country ( AMIGA – 8 55 957)
- 1984 – Es gibt eine Liebe, die bleibt ( AMIGA – 8 56 030)
- 1986 – Dean Reed – Country-Songs ( AMIGA – 8 56 243)

### Компактдискове
- 1998 – The Search ( String Music – SM 1044)
- 2001 – Дин Рид. Актер и песня ( Восточким – OOO Russian Hit)
- 2003 – Дин Рид ()
- 2003 – Blue Album ()
- Dean Reed – Rock 'n' Roll, Country, Romantic ()
- Dean Reed 20 Exitos ( Plus Music)
- 2004 – Эль кантор ()
- 2005 – Ioly Design by Dean Reed memory ()
- 2006 – The Red Elvis – The very strange story of Dean Reed ( Bear Family Reccods – BCD 16829 AH, EAN-Code: 4000127168290)
- 2007 – Seine Amiga-Erfolge ( SONY BMG Music Entertainment – 88697073092)
- 2007 – REVOLUCIONARIOS. Der Soundtrack zum Film 'Der Rote Elvis' ( Monomango, Rundlauf Musik)
- 2007 – Дин Рид Dean Reed ( Levné Knihy – LK 1059 – 2)
- 2009 – Поет Дин Рид ( Мелодия – MEL CD 60 01594)

## Филмография
Дийн Рийд се снима общо в 21 филма. В Южна Америка той се снима в 3 романтични комедии.
- 1964 – „Love Has Many Faces“
- 1965 – „Mi primera novia“
- 1965 – „Guadalajara en verano“
- 1965 – „Ritmo nuevo y vieja ola“
- 1967 – „Buckaroo Il Winchester Che Non Perdona“, Италия
- 1967 – „God Forgive His Life Is Mine – Dio li crea… Io li ammazzo!“, Италия
- 1968 – „I Nipoti di Zorro“ – италианска приключенска комедия за двама веселяци, отправили се към Калифорния в търсене на злато. Но там срещат Зоро и заедно с него се борят срещу злия капитан.
- 1969 – „Die Chrysanthemen Bande“, ФРГ, Испания
- 1969 – „Blonde Köder für den Mörder“ – трилър, копродукция между Италия и ФРГ с участието на Дийн Рийд, Фабио Тести, Адолфо Чели и Анита Екберг
- 1970 – „Saranda“
- 1971 – „Adios Sabata“ – италиански спагети-уестърн с Юл Бринър и Дийн Рийд
- 1971 – „Los Corsarios“ – приключенски филм, в който дръзкият пират Алън Дрейк спасява красивата Исабела от злия дук.
- 1973 – „Fauste, Bohnen und Karate“ (Юмруци, боб и карате), ФРГ, Италия, Испания
- 1973 – „Aus dem Leben eines Taugenichts“ (От живота на един безделник), ФРГ, ГДР
- 1974 – „Kit & Co.“ – приключенски филм на ГДР с Дийн Рийд и Ренате Блуме
- 1975 – „Blutsbrüder“ – филм на ГДР с Гойко Митич и Дийн Рийд
- 1977 – „El Cantor“ – драма, филм на ГДР и България – Дийн Рийд изиграва чилийския певец Виктор Хара, убит при преврата на военната хунта.
- 1981 – „Sing, Cowboy, sing“ – уестърн комедия с голям успех в ГДР.
- 1984 – „Uindii / Races“ Уинди – ФРГ, Япония

### Документални филми
През 2001 г. Том Ханкс обявява, че ще снима филм за живота на Дийн Рийд като режисьор и главен изпълнител, но проблеми с финансирането го отказват официално през 2012 г.
Други документални филми:
- 2007 – „The Red Elvis“
- 2016 – „Gringo Rojo“
- 2017 – „Free to Rock“

## Самоубийство
През 1986 г. тялото на Дийн Рийд е намерено в езерото Цойхнер, край Берлин, недалеч от дома на певеца. Официалната версия е автомобилен инцидент. Всъщност повечето хора смятат, че Рийд, разочарован от живота, се е самоубил. Има и съмнения, че е убит от ЩАЗИ – тайната полиция на ГДР, заради намерението си да се завърне в САЩ, но в интервю за съветската телевизия Ренате Блуме отрича съпругът ѝ да е имал подобни намерения. На разпит в полицията Ренате признава, че в семеен скандал на 11 юни 1986 г. Дийн Рийд прерязва вените си, след ден отново се скарват и на 13 юни 1986 г. той се качва на ладата си и изчезва. Тялото е намерено в езерото на 17 юни 1986 г., на няколко километра от къщата му на езерото. Преди да сложи край на живота си, Дийн Рийд пише прощално писмо от 15 страници до Ерих Хонекер, намерено в архивите на ЩАЗИ, в което обяснява причините за самоубийство си. Като главна причина посочва тежката си депресия, за която основна вина има съпругата му Ренате Блуме, която го наричала „лош американски шоумен и страхливец, на когото не му достига мъжество да се самоубие“. В писмото си Рийд пише: „Моята смърт няма никакво отношение към политиката и аз продължавам да вярвам, че социализмът е единствената държавна форма, с която могат да се решат проблемите на човечеството.“.